# 웬들 베리

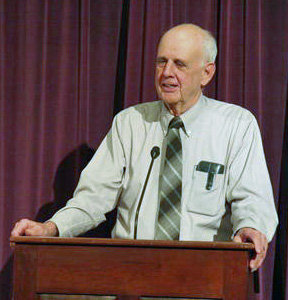
2005년 11월 4일

웬델 베리(Wendell Berry, 1934년 8월 5일 ~ )는 미국의 시인이자 농부, 문명비평가이다. 기술을 무엇보다 신봉하는 현대 문명에 대해 의문을 던지는 많은 글을 냈다.

## 저서
- 《삶은 기적이다(Life is a miracle)》, 박경미 옮김, 녹색평론사
- 《나에게 컴퓨터는 필요없다(What are people for?)》, 정승진 옮김, 양문
- 《성, 경제, 자유와 사회》
- 《Another turn of the crank (1995년)》
- 《The Unsettling of America(미국의 붕괴)》
- 《온 삶을 먹다 : 대지의 청지기 웬델 베리의 먹거리 농사 땅에 대한 성찰》, 이한중 옮김, 낮은산

## 같이 보기
- 농본주의
- 로컬 푸드
- 지방제도
- 지속 가능성
- 보충성의 원리